# Wolfgang Ludwig Krafft

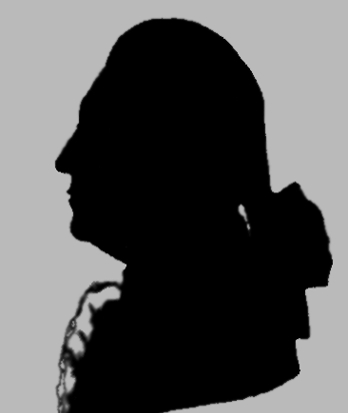
Silhouette von Wolfgang Ludwig Krafft

Wolfgang Ludwig Krafft (russisch Логин Юрьевич Крафт / Login Jurjewitsch Kraft; * 25. Augustjul. / 5. September 1743greg. in Sankt Petersburg; † 20. Novemberjul. / 2. Dezember 1814greg. ebenda) war ein Astronom. Er ist Namensgeber für den Mondkrater Krafft.

## Leben
Er war Sohn des Physikers und Mathematikers Georg Wolfgang Krafft (1701–1754), mit dem er im Alter von einem Jahr in das heimische Tübingen übersiedelte. Er besuchte die Klosterschulen Denkendorf und Maulbronn, studierte als Stipendiat in Tübingen und erwarb 1764 den philosophischen Magistergrad.
1767 ging er als Professor der Astronomie an die Petersburger Akademie der Wissenschaften.
1769 wurde er nach Orenburg am Ural gesandt, um den Venustransit zu beobachten.
1772 unterstützte er den im Vorjahr erblindeten Leonhard Euler, in Verbindung mit dessen Sohn Johann Albrecht Euler, Anders Johan Lexell und Nikolaus Fuss bei der Neubearbeitung der Theoria motus lunae, die einst den Preis des britischen Parlaments errungen hatte. Denselben Gegenstand behandelt der Essai sur les lunaires d’Euler in der Nova Acta Petropolitana von 1788.
Eine große Anzahl von Aufsätzen, die Krafft in den verschiedenen von der russischen Akademie herausgegebenen Sammelwerken veröffentlichte, bezieht sich mehr auf physikalische als auf astronomische Fragen; er behandelt darin z. B. die erdmagnetischen Elemente, die Theorie des Elektrophors, den Canton’schen Leuchtstein, die Attraktion der Sphäroide, die achromatischen Linsengläser und das Pendel. Der reinen Mathematik ist der anscheinend zu wenig gewürdigte Essai sur les nombres premiers (Nova Acta, 1802) gewidmet.
1804 wurde er zum Staatsrat ernannt.

## Veröffentlichungen
- Essai sur la méthode de trouver la latitude sur mer par les hauteurs simultanees de deux astres; 1799[4]
- Méthode de Krafft, pour reduire la distance apparente de deux astres à la distance vraie; 1812